# Put Yourself in My Place
"Put Yourself in My Place" er en sang af den australske sangerinde Kylie Minogue udgivet som den anden single fra hendes femte album Kylie Minogue (1994). Sangen blev skrevet og produceret af Jimmy Harry.

## Udgivelse
Sangen blev udgivet som single den 14. november 1994. I Storbritannien nåede sangen nummer 17 på UK Singles Chart den 26. november 1994 og nåede nummer elleve den følgende uge. Sangen ikke nåede hitlisterne i Europa undtagen i Tyskland hvor den nåede nummer 87. I Australien nåede sangen nummer 17 på ARIA Charts. Sangen tilbragte elleve uger i Top 50 og senere nåede nummer 11.

## Musikvideo
Musikvideoen viser Minogue genskabt åbningen sekvens af Jane Fonda-filmen Barbarella. I 1995 vandt videoen "Best Australian Video" på ARIA Music Awards.

## Sporliste
CD 1
1. "Put Yourself in My Place" (Short Radio Edit) – 3:37
2. "Put Yourself in My Place" (Dan's Quiet Storm Extended Mix) – 5:48
3. "Put Yourself in My Place" (Dan's Quiet Storm Club Mix) – 7:03
4. "Confide in Me" (Phillip Damien Mix) – 6:25

CD 2
1. "Put Yourself in My Place" (Radio Edit) – 4:12
2. "Put Yourself in My Place" (Driza-Bone Mix) – 4:50
3. "Put Yourself in My Place" (All-Stars Mix) – 4:54
4. "Where Is the Feeling?" (Morales Mix) – 9:55

## Officielle remixer
1. "Put Yourself in My Place" (Dan's Old School Mix) – 4:31
2. "Put Yourself in My Place" (Acoustic Version) – 4:46[1]

## Hitliste
| Hitliste                          | Placering |
| --------------------------------- | --------- |
| Australien (ARIA Charts)          | 11        |
| Tyskland (Media Control Charts)   | 87        |
| Storbritannien (UK Singles Chart) | 11        |